# Mongólia az 1988. évi nyári olimpiai játékokon
Mongólia a dél-koreai Szöulban megrendezett 1988. évi nyári olimpiai játékok egyik részt vevő nemzete volt. Az országot az olimpián 5 sportágban 28 sportoló képviselte, akik összesen 1 érmet szereztek.

## Érmesek
| Érem  | Versenyző       | Sportág   | Versenyszám |
| ----- | --------------- | --------- | ----------- |
| Bronz | Nergüin Enkhbat | Ökölvívás | Könnyűsúly  |

## Birkózás
Szabadfogású
| Versenyző                   | Versenyszám | Vigaszágas kiesés | Vigaszágas kiesés | Helyosztók                                  | Helyosztók                             | Bronz- mérkőzés             | Döntő             | Helyezés    |
| Versenyző                   | Versenyszám | Vigaszágas kiesés | Vigaszágas kiesés | 7. helyért                                  | 5. helyért                             | Bronz- mérkőzés             | Döntő             | Helyezés    |
| Versenyző                   | Versenyszám | Ellenfél Eredmény | Hely.             | Ellenfél Eredmény                           | Ellenfél Eredmény                      | Ellenfél Eredmény           | Ellenfél Eredmény | Helyezés    |
| --------------------------- | ----------- | --- | ----------------- | ------------------------------------------- | -------------------------------------- | --------------------------- | ----------------- | ----------- |
| Tümendembereliin Sükhbaatar | 48 kg       | A csoport · Reiner Heugabel (FRG) · kétvállas · Rajesh Kumar (IND) · 6–7 | 8.                | kiesett                                     | kiesett                                | kiesett                     | kiesett           | helyezetlen |
| Tserenbaataryn Enkhbayar    | 52 kg       | B csoport · Fayadh Minati (IRQ) · 12–7 · Lamachi Elimu (KEN) · kétvállas · Kim Dzsongo (Kim Jong-O) (KOR) · 3–11 · Kuldeep Singh (IND) · 16–9 · Szató Micuru (JPN) · kétvállas                                                               | 4.                | Valentin Jordanov (BUL) · feladta (sérülés) |                                        |                             |                   | 7.          |
| Haltma Abttul               | 57 kg       | B csoport · Asgari Mohammadian (IRI) · kétvállas · Mourad Zelfani (TUN) · 15–0 · Zoran Šorov (YUG) · 9–1 · Brent Hollamby (NZL) · 19–4 · No Gjongszon (No Gyeong-Seon) (KOR) · 4–6                                                           | 4.                | Kanehama Rjó (JPN) · 4–3                    |                                        |                             |                   | 7.          |
| Avirmediin Enkhee           | 62 kg       | A csoport · Dan Cumming (AUS) · 16–0 · Huang Csien-lung (Huang Chien-Lung) (TPE) · 15–0 · Giovanni Schillaci (ITA) · 6–2 · Kazuhito Sakae (JPN) · 7–1 · Szimeon Sterev (BUL) · passzivitás · John Smith (USA) · 7–12                         | 3.                |                                             | Jörg Helmdach (FRG) · 4–5              |                             |                   | 6.          |
| Khenmedekhiin Amaraa        | 68 kg       | B csoport · Mohammad Shir (AFG) · 15–0 · Satyawan (IND) · 7–2 · Andrzej Kubiak (POL) · 4–2 · Alexander Leipold (FRG) · 3–5 · Pak Csangszun (Park Jang-Sun) (KOR) · 0–5                                                                       | 5.                | kiesett                                     | kiesett                                | kiesett                     | kiesett           | helyezetlen |
| Lodoin Enkhbayar            | 74 kg       | B csoport · Bruno Beudet (FRA) · 12–4 · Salem Ould Habib (MTN) · kétvállas · Jun Gjongdzse (Yun Gyeong-Jae) (KOR) · 8–1 · a 4. fordulóban erőnyerő · Pekka Rauhala (FIN) · passzivitás · Kenny Monday (USA) · 0–2 · a 7. fordulóban erőnyerő | 2.                |                                             |                                        | Rahmat Szofiadi (BUL) · 3–8 |                   | 4.          |
| Puntsagiin Sükhbat          | 82 kg       | A csoport · Oumar N'Gom (SEN) · 15–0 · Csi Man-hszien (Chi Man-Hsien) (TPE) · 16–3 · a 3. fordulóban erőnyerő · Ahmed Afghan (IRI) · 15–0 · Jozef Lohyňa (TCH) · 0–11 · Han Mjongu (Han Myeong-U) (KOR) · 4–5                                | 3.                |                                             | Mark Schultz (USA) · feladta (sérülés) |                             |                   | 5.          |
| Zevegiin Düvchin            | 90 kg       | B csoport · Tapha Guèye (SEN) · 15–0 · Reuben Tucker (GUM) · kétvállas · Roberto Neves Filho (BRA) · 9–2 · Hubert Bindels (BEL) · 3–1 · Edwin Lins (AUT) · 5–6 · Maharbek Hadarcev (URS) · kétvállas                                         | 4.                | Iraklísz Deszkulídisz (GRE) · 2–4           |                                        |                             |                   | 8.          |
| Boldyn Javkhlantögs         | 100 kg      | A csoport · Cso Bjongon (Jo Byeong-On) (KOR) · 5–3 · Kartar Dhillon Singh (IND) · passzivitás · Clark Davis (CAN) · 8–3 · Leri Habelovi (URS) · kétvállas · Uwe Neupert (GDR) · kétvállas                                                    | 3.                |                                             | Georgi Karadusev (BUL) · kétvállas     |                             |                   | 6.          |

## Cselgáncs
| Versenyző                    | Versenyszám | Csoport | Selejtező                          | 32-es főtábla                                           | Nyolcaddöntő                                      | Negyeddöntő                       | Elődöntő          | Vigaszág nyolcaddöntő | Vigaszág negyeddöntő | Vigaszág elődöntő | Bronz- mérkőzés   | Döntő             | Helyezés |
| Versenyző                    | Versenyszám | Csoport | Ellenfél Eredmény                  | Ellenfél Eredmény                                       | Ellenfél Eredmény                                 | Ellenfél Eredmény                 | Ellenfél Eredmény | Ellenfél Eredmény     | Ellenfél Eredmény    | Ellenfél Eredmény | Ellenfél Eredmény | Ellenfél Eredmény | Helyezés |
| ---------------------------- | ----------- | ------- | ---------------------------------- | ------------------------------------------------------- | ------------------------------------------------- | --------------------------------- | ----------------- | --------------------- | -------------------- | ----------------- | ----------------- | ----------------- | -------- |
| Badrakhyn Nyamjav            | Légsúly     | B       | erőnyerő                           | Csang Kuo-csün (Zhang Guojun) (CHN) · 0000–0000 (bírói) | kiesett                                           | kiesett                           | kiesett           |                       |                      |                   |                   |                   | 20.      |
| Jamsrangiin Dorjderem        | Harmatsúly  | B       | erőnyerő                           | Warren Rosser (AUS) · 1000–0000                         | Pavel Petřikov (TCH) · 0000–0000 (bírói)          | kiesett                           | kiesett           |                       |                      |                   |                   |                   | 14.      |
| Jambalyn Ganbold             | Könnyűsúly  | B       | Alpaslan Ayan (TUR) · 0000–1000    | kiesett                                                 | kiesett                                           | kiesett                           | kiesett           |                       |                      |                   |                   |                   | 33.      |
| Rodnomyn Erkhembayar         | Váltósúly   | A       | Simione Kuruvoli (FIJ) · 1000–0000 | Carlos Huttich (MEX) · 0102–0000                        | Hisham Al-Sharaf Rashad (KUW) · 0000 (bírói)–0000 | Torsten Bréchôt (GDR) · 0000–0200 | kiesett           |                       |                      |                   |                   |                   | 12.      |
| Odvogiin Baljinnyam          | Középsúly   | A       | erőnyerő                           | Ivan Todorov (YUG) · 1000–0000                          | Ben Spijkers (NED) · 0000–1000                    | kiesett                           | kiesett           |                       |                      |                   |                   |                   | 13.      |
| Badmaanyambuugiin Bat-Erdene | Nehézsúly   | B       |                                    | erőnyerő                                                | Grigorij Vericsev (URS) · 0000–0200               | kiesett                           | kiesett           |                       |                      |                   |                   |                   | 13.      |

## Íjászat
Női
| Versenyző                                                      | Versenyszám | Selejtező | Selejtező | Nyolcaddöntő | Nyolcaddöntő | Negyeddöntő | Negyeddöntő | Elődöntő | Elődöntő | Döntő   | Döntő    |
| Versenyző                                                      | Versenyszám | Pont      | Hely.     | Pont         | Hely.        | Pont        | Hely.       | Pont     | Hely.    | Pont    | Helyezés |
| -------------------------------------------------------------- | ----------- | --------- | --------- | ------------ | ------------ | ----------- | ----------- | -------- | -------- | ------- | -------- |
| Suvdyn Tuul                                                    | Egyéni      | 1231      | 24.       | 290          | 24.          | kiesett     | kiesett     | kiesett  | kiesett  | kiesett | kiesett  |
| Sambuugiin Oyuuntsetseg                                        | Egyéni      | 1202      | 44.       | kiesett      | kiesett      | kiesett     | kiesett     | kiesett  | kiesett  | kiesett | kiesett  |
| Dorjsembeegiin Erdenchimeg                                     | Egyéni      | 1193      | 46.       | kiesett      | kiesett      | kiesett     | kiesett     | kiesett  | kiesett  | kiesett | kiesett  |
| Dorjsembeegiin Erdenchimeg Sambuugiin Oyuuntsetseg Suvdyn Tuul | Csapat      | 3626      | 12.       |              |              |             |             | 912      | 12.      | kiesett | kiesett  |

## Ökölvívás
| Versenyző                  | Versenyszám  | Selejtező                                  | 32-es főtábla                  | Nyolcaddöntő                   | Negyeddöntő                 | Elődöntő                  | Döntő             | Helyezés |
| Versenyző                  | Versenyszám  | Ellenfél Eredmény                          | Ellenfél Eredmény              | Ellenfél Eredmény              | Ellenfél Eredmény           | Ellenfél Eredmény         | Ellenfél Eredmény | Helyezés |
| -------------------------- | ------------ | ------------------------------------------ | ------------------------------ | ------------------------------ | --------------------------- | ------------------------- | ----------------- | -------- |
| Ochiryn Demberel           | Papírsúly    | Kuroiva Mamoru (JPN) · KO                  | Mahjoub M'jirih (MAR) · 2:3    | kiesett                        | kiesett                     | kiesett                   | kiesett           | 17.      |
| Tseyen-Oidovyn Tserennyam  | Légsúly      | Kim Gvangszon (Kim Gwang-Seon) (KOR) · RSC | kiesett                        | kiesett                        | kiesett                     | kiesett                   | kiesett           | 33.      |
| Nyamaagiin Altankhuyag     | Harmatsúly   | erőnyerő                                   | Grzegorz Jabłoński (POL) · 3:2 | John Lowey (IRL) · 3:2         | Phajol Moolsan (THA) · 0:5  | kiesett                   | kiesett           | 5.       |
| Tserendorjiin Amarjargal   | Pehelysúly   | Jamie Pagendam (CAN) · RSC                 | kiesett                        | kiesett                        | kiesett                     | kiesett                   | kiesett           | 33.      |
| Nergüin Enkhbat            | Könnyűsúly   | erőnyerő                                   | José Pérez (VEN) · 5:0         | Turu István (HUN) · RSC        | Kamal Marjouane (MAR) · 5:0 | George Cramne (SWE) · 2:3 | kiesett           |          |
| Sodnomdarjaagiin Altansükh | Kisváltósúly | Pravit Suwanwichit (THA) · 3:2             | Dan Odindo (UGA) · RSC         | David Kamau (KEN) · 5:0        | Reiner Gies (FRG) · 1:4     | kiesett                   | kiesett           | 5.       |
| Khaidavyn Gantulga         | Váltósúly    | erőnyerő                                   | Richard Hamilton (JAM) · RSC   | Robert Wangila (KEN) · feladta | kiesett                     | kiesett                   | kiesett           | 9.       |

RSC – a mérkőzésvezető megállította a mérkőzést

## Sportlövészet
Férfi
| Versenyző              | Versenyszám          | Selejtező | Selejtező | Döntő   | Döntő    |
| Versenyző              | Versenyszám          | Pont      | Helyezés  | Pont    | Helyezés |
| ---------------------- | -------------------- | --------- | --------- | ------- | -------- |
| Lkhagvaagiin Undralbat | Gyorstüzelő pisztoly | 587       | 21.       | kiesett | kiesett  |
| Lkhagvaagiin Undralbat | Szabadpisztoly       | 546       | 34.       | kiesett | kiesett  |
| Sangidorjiin Adilbish  | Sportpuska, fekvő    | 591       | 39.       | kiesett | kiesett  |

Női
| Versenyző                | Versenyszám | Selejtező | Selejtező | Döntő   | Döntő    |
| Versenyző                | Versenyszám | Pont      | Helyezés  | Pont    | Helyezés |
| ------------------------ | ----------- | --------- | --------- | ------- | -------- |
| Byambajavyn Altantsetseg | Légpisztoly | 372       | 27.       | kiesett | kiesett  |